# Burg Weferlingen
Die Burg Weferlingen ist eine abgegangene mittelalterliche Niederungsburg in dem Dorf Weferlingen einem Ortsteil von Dettum in Niedersachsen.
Die Burgstelle liegt im südöstlichen Bereich von Weferlingen in einem Weidegelände. Erhalten haben sich zwei hintereinander liegende, baumbestandene Wälle in Nord-Süd-Richtung, zwischen denen ein etwa fünf Meter breiter Graben verläuft. Der innere, westliche Wall ist in etwa 55 Meter lang und 2,5 Meter hoch. Der Höhenunterschied zwischen der Grabensohle und der Wallkrone beträgt etwa 4,5 Meter. Der äußere, etwa 90 Meter lange Wall ist wesentlich flacher. Etwa 75 Meter nördlich der Wälle durchzieht ein Graben das Gelände. Im Süden fließt der Mühlgraben an der Anlage vorbei und es gibt dort einen etwa 0,5 Meter hohen Wall. Archäologische Untersuchungen auf der früheren Burgstelle haben bisher nicht stattgefunden.
In Weferlingen entstand möglicherweise das Adelsgeschlecht derer von Weferlingen aus dem Bauernstand, das seinen Sitz zuletzt in Watzum hatte. Urkundlich wird die Burg Weferlingen 1297 als castrum Weferlingen erstmals erwähnt, als Burchard von der Asseburg sie an die Stadt Braunschweig verkaufte. Im Jahre 1300 wurde die Burg von Braunschweiger Söldnern zerstört. 1318 erwarb Burchard von der Asseburg das Lehen über den Ort Weferlingen, 1331 das Kloster Riddagshausen.
Während des Zweiten Weltkrieges kam es am 15. März 1944 durch US-amerikanische Bomber zu einem Angriff auf Weferlingen, weil die Angreifer vermutlich die rechteckigen Bodenstrukturen der früheren Burgstelle für ein Munitionsdepot hielten. Dabei wurde die romanische Kirche des Ortes durch Fliegerbomben zerstört.